# Electrostatică
Electrostatica este știința care se ocupă cu studiul sarcinilor electrice aflate în repaus. 
Din punct de vedere istoric fenomenele electrostatice au fost descoperite înaintea celor electrodinamice (sau electromagnetice), care studiază sarcinile electrice în mișcare și pe baza cărora funcționează motoarele electrice.

## Fenomene electrostatice
În antichitate fenomenele electrostatice au fost luate drept supranaturale și li s-au dat explicații spirituale.
Un exemplu de fenomen electrostatic: frecând două materiale inițial neutre din punct de vedere electric (cum ar fi o baghetă de ebonită sau chihlimbar și o bucată de material textil sau lână), unul se încarcă pozitiv (materialul textil) și celălalt negativ (bagheta). Polii electrici opuși se atrag, deci la sfârșitul experimentului se mai poate observa și că materialul textil este atras de baghetă și aderă la ea.

Încărcarea electrică se întâmplă în principal deoarece între atomii celor două materiale se formează pentru scurt timp legături chimice (ce implică transfer de electroni), care sunt apoi rupte, astfel încât unul dintre materiale rămâne cu mai mulți electroni, iar celălalt cu mai puțini decât la început. Dar la electrizare mai contribuie și alte fenomene, mai puțin înțelese.

## Natura electricității
Mirajul electricității a stârnit imaginația oamenilor încă din antichitate, din vremea lui Thales din Milet, când s-a observat că unele substanțe pot atrage corpuri mai ușoare după ce sunt frecate de alte materiale. Explicarea naturii electricității s-a lăsat îndelung așteptată. Progresele fizicii în acest domeniu încep să fie evidente spre sfârșitul secolului al XVIII-lea și începutul secolului al XIX-lea, când au fost întreprinse experiențe mai numeroase, mai ingenioase, iar apoi prin elaborarea teoriei electricității pe baza unui aparat matematic din ce în ce mai complex. Teoria electricității macroscopice a început să se dezvolte abia după conturarea mecanicii clasice și descoperirea calcului diferențial și integral și poate fi socotită și încheiată în cursul secolului al XIX-lea. Clarificarea naturii electricității, a purtătorului microscopic de sarcină electrică, a devenit o realitate la sfârșitul acestui secol, odată cu apariția fizicii atomice.
Corpurile care prin frecare căpătă proprietatea de a atrage alte corpuri au fost numite corpuri electrizate, iar ceea ce conferă corpurilor această proprietate a fost numită electricitate. În limitele unor concepții naive se admitea existența a două fluide, unul pozitiv și altul negativ, care ar conferi corpului electrizat tipul de electricitate. Mai târziu Benjamin Franklin a presupus că electrizarea corpului este efectul prezenței sau absenței unui singur tip de fluid: prezenta lui în exces, peste starea electrizată, conferă corpului o electricitate negativă, iar absența lui indică o încărcare cu electricitate pozitivă. Franklin a mai presupus că fluidul negativ este compus din particule, indicând astfel modul de electrizare a sticlei și a ebonitei, cu 100 de ani înaintea descoperirii electronului.
După cum se știe, în edificiul structurii atomului există o parte centrală, încărcată pozitiv - nucleul - în jurul căruia se mișcă electroni, la diferite distanțe. Notând sarcina cea mai mică, cunoscută, sau sarcina elementară cu e (e>0), s-a stabilit experimental că sarcina electronului este -e, iar sarcina elementară pozitivă este cea a protonului din nucleu (e). Așadar, în orice particulă constituentă a substanțelor, atomi, molecule, există sarcini pozitive și sarcini negative. Dacă particula este neutră, atunci n+ = n-. Deci, în procesul de electrizare, dacă vor fi smulși un număr de electroni, corpul respectiv va rămâne încărcat pozitiv, iar corpul care îi va prelua se va încărca negativ. O sarcină macroscopică negativă va fi reprezentată printr-un număr întreg de sarcini electronice (q- = N-e), iar una pozitivă va fi tot un multiplu de e (q+ = N+e). Condiția ca o substanță să fie neutră este deci N+ =N-.
Din punct de vedere al capacității de mișcare există sarcini libere și sarcini legate. Primele se pot mișca pe spații limitate în solide, lichide, gaze. Dacă numărul de sarcini libere este constant și nu depinde de temperatură, substanța este conductoare. Aceasta este situația metalelor și a majorității aliajelor, în care electronii sunt sarcini libere, sau a electroliților în care ionii pozitivi și negativi sunt sarcini libere. Dacă punem sarcini în exces acestea se vor distribui pe suprafață. Corpurile în care sarcinile sunt legate de anumite poziții sunt numite corpuri izolatoare. Și materialele izolatoare există în toate stările de agregare: gaze inerte, cum sunt He, Ne, Ar (sarcinile sunt legate la nivelul atomului), gaze moleculare și lichide moleculare, cum sunt hidrogenul, oxigenul, respectiv apa, cu sarcini legate la nivelul moleculei sau solide formate din ioni, cum este clorura de sodiu.

### Distribuția sarcinilor electrice
În condiții normale, în substanțe, sarcinile pozitive și negative, egale ca mărime, sunt distribuite uniform. Introducerea unei distribuții neuniforme de sarcini pozitive și negative în corpuri (prin frecare) sau între părți diferite ale aceluiași corp (prin influență) reprezintă un proces de electrizare. Există o diferențiere între modul de plasare a sarcinilor electrice, apărute prin electrizare pe de o parte în conductori, pe de alta în izolatorii solizi. În primul caz, sarcina electronică în exces se va distribui pe toată suprafața, în timp ce în izolatori nu se va împrăștia, va rămâne localizată și se înmagazinează în adâncime. De ce se dispune sarcina negativă în exces pe suprafața conductorilor? Răspunsul este legat de faptul că în metalele în stare neutră sarcina totală a ionilor pozitivi, plasați în nodurile rețelei cristaline, este egală cu cea a electronilor liberi. Existența unui exces de sarcină electronică face să apară forțe de respingere între electroni, forțe dirijate din interior spre exterior, ceea ce duce la expulzarea sarcinilor în exces spre suprafața conductorului.

## Câmpul electric

### Generalități
Descrierea matematică a interacțiunilor electrostatice a implicat introducerea mărimii sarcină electrică prin intermediul unor mărimi mecanice. Fenomenul însuși este influențat de mediul în care sunt plasate sarcinile, de aceea se poate trage concluzia că el se exercită efectiv printr-o formă a materiei, o formă care nu mai este percepută direct de simțurile umane. Întocmai ca în cazul atracției universale, se constată că în jurul unei sarcini electrice, în fiecare punct dintr-o regiune a spațiului, se poate exercita o forță de natură electrică; se spune că în acea regiune există un câmp de forțe electrice. Cu alte cuvinte, o sarcină electrică își exercită acțiunile electrostatice asupra altor sarcini situate în spațiul înconjurător prin intermediul unei stări a materiei numită câmp electric. Sintetizând, se poate da următoarea definiție: câmpul electric este o formă de existență a materiei, prin intermediul căreia sarcinile electrice interacționează între ele.

### Câmpul electric în zona vârfurilor
Numeroase experiențe au arătat că în regiunea vârfurilor corpurilor conductoare electrizate există o mare concentrație a liniilor de câmp, că ele sunt deci sediul unor câmpuri electrice foarte intense. O explicație riguroasă este greu de prezentat, dar acest fenomen ar fi de înțeles dacă facem o analogie cu acțiunea legii curgerii staționare a unui lichid printr-un tub ce prezintă unele gâtuiri. În zona acestora, viteza curentului este mai mare în raport cu porțiunile cu diametru mai mare. În cazul vârfurilor, prezența sarcinilor electrice în porțiunile ascuțite creează o densitate de sarcină superficială, mai mare decât în porțiunile netede, deci și un câmp electric mai intens. Datorită acestor câmpuri electrice puternice, pot fi smulși electroni din moleculele aerului înconjurător și prin vârfuri se produce o scurgere de electricitate; pe un vârf „vin” sau „pleacă” electroni, după cum vârful este încărcat pozitiv sau negativ. Pe acest principiu poate fi construită o morișcă dintr-un braț metalic cu două capete ascuțite, ce se poate roti în jurul unui suport izolator. Să încărcăm lama metalică cu electricitate pozitivă. Din cauza câmpului electric puternic la capete, electronii smulși din moleculele aerului se îndreaptă spre morișcă, o lovesc și se depun pe ea. Prin lovire, se transferă acesteia impulsul câștigat pe spațiul de accelerare parcurs de la apariția lor și până la depunere, astfel încât morișca începe să se rotească.
O aplicație practică foarte importantă a vârfurilor conductoare încărcate electric o constituie filtrul electrostatic, care are funcția de a purifica aerul din incinte închise sau de a reține particulele eliminate pe coșurilor fabricilor de ciment sau de altă natură. Prin ionizarea particulelor din jur, acestea sunt atrase spre vârfuri pe care se depun. Filtrul este curățat din când în când pentru a fi reutilizat.

## Mecanisme de electrizare
Metode experimentale de electrizare. Antichitatea cunoștea doar două metode de electrizare: electrizarea prin frecare, descrisă de Thales din Milet și care a determinat construirea primei mașini de electrizare de către Otto von Guericke; vechii hinduși cunoșteau proprietatea de electrizare a unor cristale în urma încălzirii, azi denumită piroelectricitate. După secolul al XVIII-lea au mai fost găsite și alte moduri de electrizare: electrizarea prin contact, prin influență; electrizarea norilor, proces deosebit de complex. Au fost descoperite ulterior și alte mecanisme de obținere a electricității: pila Volta, termoelectricitatea, razele catodice, emisia termoelectrică, fotoelectricitatea, radioactivitatea, emisia electronică în urma unor reacții violente. 
Prin frecarea a două substanțe este posibil ca electronii de valență ai atomilor unei substanțe să fie rupți de legăturile lor și să treacă pe cealaltă. Nu este prea ușor de stabilit mecanismul intim care are loc la frecare, deoarece este greu de crezut că o simplă activitate mecanică ar duce la ionizare. Este posibil să avem de-a face cu o ionizare termică produsă de căldura ce se degajă prin frecare. Nu trebuie neglijat și rolul substanțelor ce intră în joc: unele au afinitate mai mare pentru electroni, altele au o afinitate mai mică. Este evident că cele din prima categorie vor accepta parte din electronii cedați de cele din categoria a doua și corpurile se vor încărca în mod egal cu aceeași cantitate de electricitate. Aceste modificări se datorează interacțiunii câmpului electric exterior cu particulele constituente ale substanțelor, interacțiuni care nu pot fi simplu descrise. Există o clasă de substanțe care în câmp electric se polarizează - capătul îndreptat spre armătura pozitivă devine negativ și invers. Aceste materiale sunt dielectrici care nu trebuie confundați cu izolatorii. Polarizarea dielectricului poate fi indusă de un câmp electric sau poate exista în mod spontan. Sunt de reținut unele proprietăți și observații referitoare la producerea electricității prin frecare: când se freacă doi dielectrici, corpul cu permitivitatea dielectrică mai mare se încarcă cu electricitate pozitivă.
Electrizarea prin contact are loc la contactul a doi sau mai mulți conductori aflați la potențiale diferite; unii dintre ei pot chiar să fie neutri înaintea contactului; trebuie precizat că trecerea sarcinilor la contactul a două corpuri are loc numai atunci când potențialele sunt diferite și că această trecere continuă pâna când se egalează cele două potențiale. În momentul egalizării, deplasarea globală de sarcină încetează. Egalizarea prin contact poarte fi înțeleasă mai bine dacă se compară starea celor două corpuri, unul încărcat la început și celălalt neutru, cu două vase, unul având apă, celălalt fiind gol, care comunică printr-un robinet montat pe linia de legătură.
Electrizarea prin influență are loc la apropierea unui corp încărcat de unul neutru. La capătul corpului neutru, mai apropiat de cel electrizat, va apărea electricitate de semn opus, iar la capătul mai îndepărtat va apărea electricitate de același semn și în aceeași cantitate cu cea acumulată la celălalt capăt. Electrizarea prin influență depinde de corpul studiat. Când se atinge sfera cu degetul sau când se leagă la pământ, se scurg sarcinile de același semn cu cea a corpului încărcat dacă semnul este negativ, dar vin electroni din pământ dacă semnul este pozitiv și sfera rămâne încărcată, chiar după îndepărtarea corpului care a produs influența.

## Mari experimente de-a lungul timpului
Thales din Milet, care era socotit unul din cei șapte mari înțelepți ai lumii antice, a observat, între altele, proprietatea chihlimbarului de a atrage firișoare de paie când este frecat (cel mai vechi caz cunoscut de producere a electricității statice). Această proprietate a chihlimbarului a dat mult de gândit cercetătorilor, dar au trebuit să treacă mai bine de două milenii, după Thales, până să se poată face primii pași către explicarea ei științifică. Cercetările în domeniul electricității efectuate de William Gilbert (1540-1603) cu „versorium” (primul electroscop) au permis să se facă distincția între corpurile care se electrizează prin frecare și cele care nu se electrizează. Galilei considera că savantul englez „trebuie admirat pentru numărul atât de mare de observații noi și corecte pe care le-a făcut”.

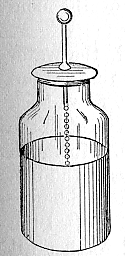
Butelia de Leyda, descrisă și desenată de Kleist.

 Ceea ce frâna cercetările era faptul că electricitatea produsă prin frecarea unei vergele de sticlă nu putea fi generată în cantitate mare și continuu. Într-un cuvânt lipsea o bună mașină electrică. Otto de Guericke (1602-1686) a efectuat la Magdeburg o serie de experimente vestite, rezolvând în parte, printre altele, și această problemă, inventând prima mașină producătoare de electricitate. După prima mașină electrică inventată de Guericke, butelia de Leyda este al doilea tip de aparat electric care a impulsionat cercetarea într-o măsura și mai mare.

### Butelia de Leyda
Este formată dintr-un pahar de sticlă care constituie dielectricul, acoperit în exterior, până la o anumită înălțime cu o foiță de staniol care alcătuiește armătura exterioară a condensatorului. Foița metalică interioară împreună cu vergeaua metalică formează armătura interioară. Butelia de Leyda se încarcă apropiind conductorul armăturii interioare de polul mașinii electrostatice. Se acumulează astfel o mare cantitate de electricitate. Butelia se descarcă făcând legătura între armătura exterioară și cea interioară cu ajutorul excitatorului. Un alt model de condensator este format dintr-o placă izolatoare, pe fețele căreia sunt lipite foițe de staniol. Condensatorul se încarcă cu o mașină electrostatică și se măsoară potențialul cu un electroscop.

## Mașini electrostatice

### a. Mașina van de Graaff
Această mașină are doi poli: o sferă metalică goală în interior numită colectorul de sarcini și o alta mai mică numită eclator. Colectorul se sprijină pe o coloană în care se află o bandă de cauciuc sau mătase cauciucată trecută peste două role cilindrice și care poate fi pusă în mișcare cu ajutorul unei manivele. Două periuțe metalice (una aflată la partea superioară, iar cealaltă la partea inferioară a mașinii) preiau sarcinile care apar pe bandă ca urmare a frecării ei cu cele două role și le transmit celor două sfere. Colectorul de sarcini se va electriza negativ, iar eclatorul se va electriza pozitiv.
Accesorii ale mașinii electrostatice:
- căsuța cu paratrăsnet
- conductor sferic
- conductor cilindric-conic
- descărcător electric
- morișcă electrică
- umbrelă electrică

### b. Mașina Wimshurst
Este un generator de sarcini electrice pe care le acumulează la un potențial ridicat. Mașina Wimshurst este formată din două discuri circulare de sticlă, care se rotesc în sens invers, pe care sunt lipite foițe de staniol. Discurile, datorită rotației, sunt frecate de două perechi de periuțe așezate diametral și fiecare pereche fiind situată față de orizontală la un unghi de 45 de grade. Pe diametrul orizontal, de o parte și de alta sunt doi conductori în formă de "U", prevăzuți cu vârfuri ascuțite (piepteni) îndreptați spre discuri. Fiecare dintre ei este legat la armătura interioară a unui conductor cilindric (butelie de Leyda) și la un pol al mașinii. Pieptenii culeg sarcinile electrice, iar buteliile le acumulează. Condensatorii se încarcă cu sarcini electrice de semn contrar, de aceea mașina are un pol pozitiv și unul negativ, între care se creează o diferență de potențial de câteva zeci de mii de volți.